# جيف لوغان
جيف لوغان (بالإنجليزية: Jeff Logan)‏ هو لاعب كرة قدم أمريكية أمريكي، ولد في 31 يناير 1956.